# El jardín de las aflicciones (película)
El Jardín de las Aflicciones (inglés: The Garden of Afflictions) es una película de 2017 dirigido por el cineasta brasileño Josias Teófilo, con producción ejecutiva de Matheus Bazzo y dirección de fotografía de Daniel Aragão. El largometraje fue lanzado en los cines en 31 de mayo en diversas ciudades brasileñas y, en 27 de julio, en Nueva York.
Según sus productores, fue la mayor financiación colectiva para una película en el historia de Brasil, con recaudación de 315 mil reales entre cerca de 2 800 inversores individuales, cuantía superior a la meta de 252,5 mil. El esfuerzo por medio de la financiación colectiva, para los productores, es una tentativa de  esquivar  la financiación pública.

## La película
Filmado en 2015 en Estados Unidos, en la ciudad de Richmond, capital de la Virgínia, El Jardín de las Aflicciones retrata la obra, el pensamiento y lo cotidiano de Olavo de Carvalho. Homónimo del libro publicado en 1995 por el filósofo, cuyos temas — principalmente la idea de jardín en la tradición filosófica — son aprovechados, la película capta la atmósfera de trabajo intelectual, la convivencia familiar y, principalmente, el pensamiento filosófico, expuestos en momentos distinguidos de la rutina del protagonista, con temas específicos encadenados en una narrativa. La dualidad entre la vida cotidiana y la transcendencia filosófica es el eje de sustentación de la obra, que documenta la filosofía corporificada por la presencia del filósofo. Están entre los temas abordados la relación individuo versus colectivo y la Teoría del Estado — elaborada a partir del debate Los EUA y el Nuevo Orden Mundial, con el académico ruso Alexsandr Dughin, en 2011, sobre la posición de los EUA en el siglo XXI. También es tratada la relación entre poder y simbolismo y la degradación cultural.
La trilha sonora incluye obras de la música clásica y composiciones originales ejecutadas por el maestro brasileño, residente en Italia, Guto Brinholi, incluyendo sinfonías del compositor finlandés Jean Sibelius, cuyo tipo de estruturacion de las melodías ocurre tanto en la estructura interna (basada en la tradición filosófica del jardín) del libro homónimo de Olavo de Carvalho cuánto en la estructura del documental de Teófilo. Es ejecutada en el acordeón por el músico Vladislav Cojoru.
El cartel oficial de la película fue desarrollada por el diseñador Joaquim Olímpio utilizando la pintura de Maurício Takiguthi, que fue encomendada por el equipo de producción del documental exclusivamente para esa finalidad. La pintura original fue llevada para los EUA y dada de presente a Olavo de Carvalho y su familia.

## Repercusión
La película causó significativa repercusión en la prensa. Según el sitio Omelete, se trata de una película "polémica"; el UOL lo consideró un "Aquarius de la derecha", comparando el documental a la película de Kleber Mendonça Hijo que representó a Brasil en Cannes en 2016. El Jardín de las Aflicciones también fue destacada en la BBC Brasil, en el Tierra, en el Correo de Minas, en el Diario de Pernambuco y en el Periódico del Commercio, entre otros. Pero, la polémica continuó después del documental listo, pues la película fue rechazada sumariamente en todos los festivales en los cuales fue inscrito 
La primera exhibición pública del Jardín de las Aflicciones ocurrió a pedido de la coordinadora del curso de Filosofía y del Club de Filosofía de la Virginia Commonwealth University [cita requerida]en 23 de marzo de 2017, con la presencia de scholars de la institución, además de Josias y de Olavo de Carvalho.
En protesta contra la exhibición del largometraje en el Festival Cine Pernambuco 2017, la primera exhibición pública en Brasil, ocho cineastas de cinco estados retiraron sus películas de la muestra competitiva a dos semanas del evento, alegando que estos habían escogido alinearse a un discurso derechista. Teófilo no fue consultado por la prensa acerca de la reacción a la película. El día siguiente, los productores del festival aplazaron la edición. El director comentó que los cineastas "actuaron peor que Mao y Hitler, que por lo menos asistían a las películas antes de censurarlas". El boicot fue severamente criticado – más significativamente en las redes sociales – por artistas, periodistas, críticos de cine y defensores de la libertad de expresión, lo que resultó en mayor publicidad, Para Roberto Freire, Ministro de la Cultura, ellos "se fijaron sólo en la Vulgata stalinista. Usted puede discordar de las ideas, pero no puede impedir que ellas existan".
El equipo de la película fue entrevistada por el a
presentador Danilo Gentili en el talk show The Noite el lunes anterior al lanzamiento, y el programa fue exhibido en la madrugada del día del estreno. Olavo de Carvalho participó vía teleconferência en la residencia de su hijo Pedro, en Richmond.
El economista Alan Ghani, en su columna en el InfoMoney, listó diez motivos para asistir la película, de entre ellos están la reflexión hecha sobre la vida, el cuestionamiento de la libertad en la actualidad, importantes reflexiones psicológicas e intelectuales, y el propio boicot hecho contra él.
En 27 de octubre, la película fue exhibida en la Universidad Federal de Pernambuco y causó polémica después de un grupo de militantes del Partido de la Causa Obrera y de la Unión Internacional de la Juventud Socialista intenten impedir su exhibición[cita requerida]. Según el director de la película, Josias Teófilo, la exhibición del documental estaba prójima del fin, en un auditorio de la universidad, cuando alumnos que no concordaban con la sesión amenazaron invadir el local. Algunos espectadores intentaron proteger el equipo de la película, pero hubo un enfrentamiento entre los que eran favorables y contrarios a la exhibición del documental, impidiendo que algunos alumnos dejaran la sala y el centro universitario, además de dejar algunos estudiantes heridos. En una red social, el ministro de la Cultura, Sérgio Sá Leitão, comentó que el enfrentamiento fue "lamentable" y que "se trata de un comportamiento inaceptable en un país democrático".

## Premios
2017 - Cine Pernambuco: mejor película, mejor montaje, juri popular